# Sylvia undata

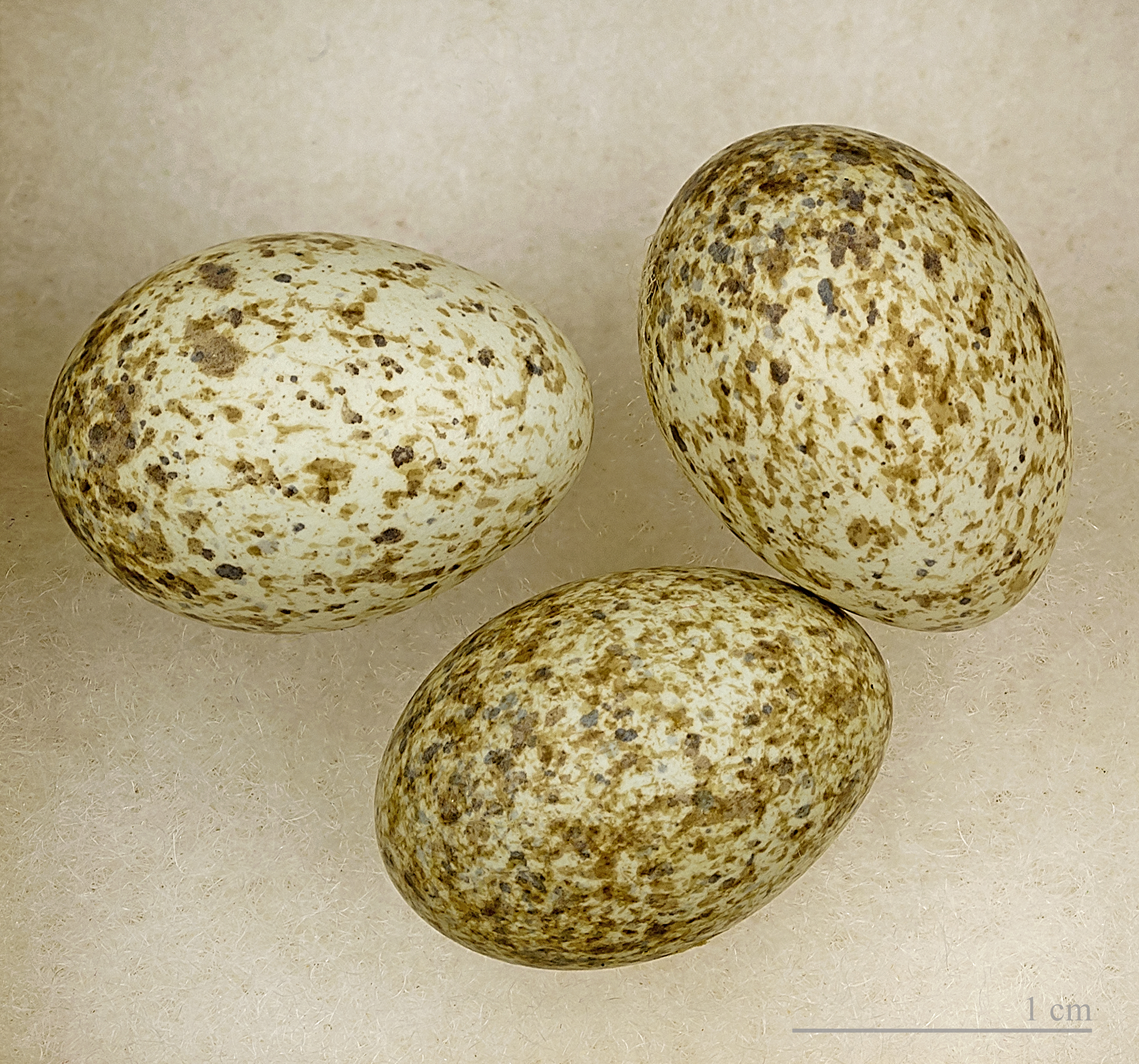
Sylvia undata

La magnanina (Sylvia undata Boddaert, 1783) è un uccello insettivoro appartenente alla famiglia dei Sylviidae.

## Sistematica
La Magnanina ha 5 sottospecie
- Sylvia undata undata
- Sylvia undata toni
- Sylvia undata dartfordiensis
- Sylvia undata naevalbens
- Sylvia undata aremorica

## Distribuzione e habitat
La Magnanina vive in Europa, ed Africa del nord,  in Italia nidifica al di sotto della Pianura Padana, in habitat collinari formati da brughiere.

## Biologia
Nidifica in primavera inoltrata.